# Eugeniusz Faber
Eugeniusz Faber (6. dubna 1939, Chořov – 24. září 2021, Liévin) byl polský fotbalista, útočník.

## Fotbalová kariéra
Hrál v polské nejvyšší soutěži za Ruch Chorzów, se kterým získal v letech 1960 a 1968 mistrovský titul. Dále hrál ve Francii za RC Lens. V sezóně 1972/73 byl nejlepším střelcem francouzské Ligue 2. Za reprezentaci Polska nastoupil v letech 1959–1969 ve 36 utkáních a dal 11 gólů. V roce 1960 byl členem polského týmu na olympiádě v Římě, nastoupil ve 2 utkáních. 

## Ligová bilance
| Ročník              | Zápasy | Góly | Klub         |
| ------------------- | ------ | ---- | ------------ |
| Ekstraklasa 1959    | 6      | 3    | Ruch Chorzów |
| Ekstraklasa 1960    | 22     | 2    | Ruch Chorzów |
| Ekstraklasa 1961    | 14     | 2    | Ruch Chorzów |
| Ekstraklasa 1962/63 | 39     | 18   | Ruch Chorzów |
| Ekstraklasa 1963/64 | 22     | 8    | Ruch Chorzów |
| Ekstraklasa 1964/65 | 25     | 12   | Ruch Chorzów |
| Ekstraklasa 1965/66 | 26     | 12   | Ruch Chorzów |
| Ekstraklasa 1966/67 | 26     | 11   | Ruch Chorzów |
| Ekstraklasa 1967/68 | 26     | 15   | Ruch Chorzów |
| Ekstraklasa 1968/69 | 24     | 7    | Ruch Chorzów |
| Ekstraklasa 1969/70 | 25     | 8    | Ruch Chorzów |
| Ekstraklasa 1970/71 | 22     | 3    | Ruch Chorzów |
| Ekstraklasa 1971/72 | 7      | 3    | Ruch Chorzów |
| Ligue 2 1971/72     | 17     | 8    | RC Lens      |
| Ligue 2 1972/73     | 32     | 12   | RC Lens      |
| Ligue 1 1973/74     | 33     | 5    | RC Lens      |
| Ligue 1 1974/75     | 22     | 10   | RC Lens      |
| CELKEM              | 388    | 148  |              |